# Movimento Patriótico para a Salvaguarda e a Restauração
O Movimento Patriótico para a Salvaguarda e a Restauração ou Movimento Patriótico de Salvaguarda e Restauro (em francês:  Mouvement Patriotique pour la Sauvegarde et la Restauration, MPSR) é a junta militar governante de Burkina Faso desde o golpe de Estado de janeiro de 2022.

## Histórico

### Golpe de janeiro
Em 24 de janeiro de 2022, o tenente-coronel Paul-Henri Sandaogo Damiba liderou um golpe de Estado que depôs e prendeu o presidente Roch Marc Christian Kaboré e o primeiro-ministro Lassina Zerbo. Na sequência do anúncio, os militares declararam a dissolução da Assembleia Nacional e do Governo, o fechamento das fronteiras do país e a suspensão da Constituição.
Em 31 de janeiro, a junta militar restaurou a Constituição e nomeou Damiba como presidente interino.

### Golpe de setembro
Em 30 de setembro de 2022, Damiba foi deposto por elementos insatisfeitos do exército, liderados pelo capitão Ibrahim Traoré , devido à sua incapacidade de lidar com o agravamento da insurgência islamita. Os militares dissolveram o governo, a carta de transição e a Assembleia Nacional, as fronteiras do país foram novamente fechadas e um toque de recolher foi introduzido.

## Membros
- Presidente: 
  - Paul-Henri Sandaogo Damiba (janeiro-setembro)
  - Ibrahim Traoré (desde setembro)
- Vice-presidente:
  - Sidsoré Kader Ouédraogo; porta-voz (até setembro)[11]
  - Ibambe L'Monsein (desde setembro)
- Membros:
  - Kiswendsida Farouk Azaria Sorgho; porta-voz